# Elecciones parlamentarias de Grecia de 2000
Las elecciones parlamentarias del año 2000 se celebraron en Grecia el 8 de abril. El primer ministro Costas Simitis fue reelegido por  estrecho margen, derrotando al partido conservador Nueva Democracia.

## Resultados
| Partidos                    | Votos     | %     | Escaños | +/– |
| --------------------------- | --------- | ----- | ------- | --- |
| PASOK                       | 3,007,596 | 43.79 | 158     | –4  |
| Nueva Democracia            | 2,935,196 | 42.74 | 125     | +17 |
| KKE                         | 379,454   | 5.52  | 11      | 0   |
| Synaspismos                 | 219,880   | 3.20  | 6       | –4  |
| Movimiento Social Demócrata | 184,598   | 2.69  | 0       | –8  |
| Otros                       | 141.287   | 2.01  | 0       | 0   |
| Nulos/blancos               | 158,516   | –     | –       | –   |
| Total                       | 7,026,527 | 100   | 300     | 0   |
| Registrados/Participación   | 9.372.541 | 74.97 | –       | –   |
| Fuente: Nohlen & Stöver     |           |       |         |     |